# Папуански шумски валаби
Папуански шумски валаби, папуански доркопсис или Маклејев доркопсис (лат. Dorcopsulus macleayi) је врста сисара торбара из породице кенгура и валабија (Macropodidae).

## Распрострањење
Ареал врсте је ограничен на једну државу. Папуа Нова Гвинеја је једино познато природно станиште врсте.

## Станиште
Станиште врсте су шуме. Врста је присутна на подручју острва Нова Гвинеја.

## Угроженост
Ова врста је наведена као последња брига, јер има широко распрострањење и честа је врста.